# Vierajärvi
Vierajärvi är en sjö i Gällivare kommun i Lappland och ingår i Luleälvens huvudavrinningsområde. Sjön har en area på 0,42 kvadratkilometer och ligger 463 meter över havet. Vierajärvi ligger i Sjaunja Natura 2000-område.

## Delavrinningsområde
Vierajärvi ingår i det delavrinningsområde (747745-167666) som SMHI kallar för Ovan 747138-167509. Medelhöjden är 485 meter över havet och ytan är 49,62 kvadratkilometer. Räknas de 32 avrinningsområdena uppströms in blir den ackumulerade arean 497,3 kvadratkilometer. Sjaunjaätno som avvattnar avrinningsområdet har biflödesordning 2, vilket innebär att vattnet flödar genom totalt 2 vattendrag innan det når havet efter 270 kilometer. Avrinningsområdet består mestadels av skog (35 procent) och sankmarker (63 procent). Avrinningsområdet har 1,13 kvadratkilometer vattenytor vilket ger det en sjöprocent på 2,3 procent.